# Praia da Armação (Penha)
A Praia da Armação é uma praia brasileira localizada no município de Penha, no estado de Santa Catarina. É considerada o marco da colonização da região.
Apresenta águas calmas e está protegida por uma baía, sendo propícia ao banho e esportes náuticos.
Abriga várias embarcações e, também, um campus da Universidade do Vale do Itajaí, do curso de oceanografia.